# Мат на последней горизонтали
Мат на последней горизонтали — в шахматах мат, который ставит ферзь или ладья (обе фигуры могут возникнуть при превращении пешки) на 8-й горизонтали, если мат ставят белые, и на 1-й горизонтали, если мат ставят чёрные, когда король не может отойти на переднюю горизонталь, так как на ней располагаются его же пешки.

## Примеры
|   | a | b | c | d | e | f | g | h |   |
| - | --- | --- | --- | --- | --- | --- | --- | --- | - |
| 8 | g8 чёрный король · a7 белая пешка · f7 чёрная пешка · g7 чёрная пешка · h7 чёрная пешка · d5 чёрная пешка · d4 чёрная ладья · a2 белая пешка · a1 белый король | g8 чёрный король · a7 белая пешка · f7 чёрная пешка · g7 чёрная пешка · h7 чёрная пешка · d5 чёрная пешка · d4 чёрная ладья · a2 белая пешка · a1 белый король | g8 чёрный король · a7 белая пешка · f7 чёрная пешка · g7 чёрная пешка · h7 чёрная пешка · d5 чёрная пешка · d4 чёрная ладья · a2 белая пешка · a1 белый король | g8 чёрный король · a7 белая пешка · f7 чёрная пешка · g7 чёрная пешка · h7 чёрная пешка · d5 чёрная пешка · d4 чёрная ладья · a2 белая пешка · a1 белый король | g8 чёрный король · a7 белая пешка · f7 чёрная пешка · g7 чёрная пешка · h7 чёрная пешка · d5 чёрная пешка · d4 чёрная ладья · a2 белая пешка · a1 белый король | g8 чёрный король · a7 белая пешка · f7 чёрная пешка · g7 чёрная пешка · h7 чёрная пешка · d5 чёрная пешка · d4 чёрная ладья · a2 белая пешка · a1 белый король | g8 чёрный король · a7 белая пешка · f7 чёрная пешка · g7 чёрная пешка · h7 чёрная пешка · d5 чёрная пешка · d4 чёрная ладья · a2 белая пешка · a1 белый король | g8 чёрный король · a7 белая пешка · f7 чёрная пешка · g7 чёрная пешка · h7 чёрная пешка · d5 чёрная пешка · d4 чёрная ладья · a2 белая пешка · a1 белый король | 8 |
| 7 | g8 чёрный король · a7 белая пешка · f7 чёрная пешка · g7 чёрная пешка · h7 чёрная пешка · d5 чёрная пешка · d4 чёрная ладья · a2 белая пешка · a1 белый король | g8 чёрный король · a7 белая пешка · f7 чёрная пешка · g7 чёрная пешка · h7 чёрная пешка · d5 чёрная пешка · d4 чёрная ладья · a2 белая пешка · a1 белый король | g8 чёрный король · a7 белая пешка · f7 чёрная пешка · g7 чёрная пешка · h7 чёрная пешка · d5 чёрная пешка · d4 чёрная ладья · a2 белая пешка · a1 белый король | g8 чёрный король · a7 белая пешка · f7 чёрная пешка · g7 чёрная пешка · h7 чёрная пешка · d5 чёрная пешка · d4 чёрная ладья · a2 белая пешка · a1 белый король | g8 чёрный король · a7 белая пешка · f7 чёрная пешка · g7 чёрная пешка · h7 чёрная пешка · d5 чёрная пешка · d4 чёрная ладья · a2 белая пешка · a1 белый король | g8 чёрный король · a7 белая пешка · f7 чёрная пешка · g7 чёрная пешка · h7 чёрная пешка · d5 чёрная пешка · d4 чёрная ладья · a2 белая пешка · a1 белый король | g8 чёрный король · a7 белая пешка · f7 чёрная пешка · g7 чёрная пешка · h7 чёрная пешка · d5 чёрная пешка · d4 чёрная ладья · a2 белая пешка · a1 белый король | g8 чёрный король · a7 белая пешка · f7 чёрная пешка · g7 чёрная пешка · h7 чёрная пешка · d5 чёрная пешка · d4 чёрная ладья · a2 белая пешка · a1 белый король | 7 |
| 6 | g8 чёрный король · a7 белая пешка · f7 чёрная пешка · g7 чёрная пешка · h7 чёрная пешка · d5 чёрная пешка · d4 чёрная ладья · a2 белая пешка · a1 белый король | g8 чёрный король · a7 белая пешка · f7 чёрная пешка · g7 чёрная пешка · h7 чёрная пешка · d5 чёрная пешка · d4 чёрная ладья · a2 белая пешка · a1 белый король | g8 чёрный король · a7 белая пешка · f7 чёрная пешка · g7 чёрная пешка · h7 чёрная пешка · d5 чёрная пешка · d4 чёрная ладья · a2 белая пешка · a1 белый король | g8 чёрный король · a7 белая пешка · f7 чёрная пешка · g7 чёрная пешка · h7 чёрная пешка · d5 чёрная пешка · d4 чёрная ладья · a2 белая пешка · a1 белый король | g8 чёрный король · a7 белая пешка · f7 чёрная пешка · g7 чёрная пешка · h7 чёрная пешка · d5 чёрная пешка · d4 чёрная ладья · a2 белая пешка · a1 белый король | g8 чёрный король · a7 белая пешка · f7 чёрная пешка · g7 чёрная пешка · h7 чёрная пешка · d5 чёрная пешка · d4 чёрная ладья · a2 белая пешка · a1 белый король | g8 чёрный король · a7 белая пешка · f7 чёрная пешка · g7 чёрная пешка · h7 чёрная пешка · d5 чёрная пешка · d4 чёрная ладья · a2 белая пешка · a1 белый король | g8 чёрный король · a7 белая пешка · f7 чёрная пешка · g7 чёрная пешка · h7 чёрная пешка · d5 чёрная пешка · d4 чёрная ладья · a2 белая пешка · a1 белый король | 6 |
| 5 | g8 чёрный король · a7 белая пешка · f7 чёрная пешка · g7 чёрная пешка · h7 чёрная пешка · d5 чёрная пешка · d4 чёрная ладья · a2 белая пешка · a1 белый король | g8 чёрный король · a7 белая пешка · f7 чёрная пешка · g7 чёрная пешка · h7 чёрная пешка · d5 чёрная пешка · d4 чёрная ладья · a2 белая пешка · a1 белый король | g8 чёрный король · a7 белая пешка · f7 чёрная пешка · g7 чёрная пешка · h7 чёрная пешка · d5 чёрная пешка · d4 чёрная ладья · a2 белая пешка · a1 белый король | g8 чёрный король · a7 белая пешка · f7 чёрная пешка · g7 чёрная пешка · h7 чёрная пешка · d5 чёрная пешка · d4 чёрная ладья · a2 белая пешка · a1 белый король | g8 чёрный король · a7 белая пешка · f7 чёрная пешка · g7 чёрная пешка · h7 чёрная пешка · d5 чёрная пешка · d4 чёрная ладья · a2 белая пешка · a1 белый король | g8 чёрный король · a7 белая пешка · f7 чёрная пешка · g7 чёрная пешка · h7 чёрная пешка · d5 чёрная пешка · d4 чёрная ладья · a2 белая пешка · a1 белый король | g8 чёрный король · a7 белая пешка · f7 чёрная пешка · g7 чёрная пешка · h7 чёрная пешка · d5 чёрная пешка · d4 чёрная ладья · a2 белая пешка · a1 белый король | g8 чёрный король · a7 белая пешка · f7 чёрная пешка · g7 чёрная пешка · h7 чёрная пешка · d5 чёрная пешка · d4 чёрная ладья · a2 белая пешка · a1 белый король | 5 |
| 4 | g8 чёрный король · a7 белая пешка · f7 чёрная пешка · g7 чёрная пешка · h7 чёрная пешка · d5 чёрная пешка · d4 чёрная ладья · a2 белая пешка · a1 белый король | g8 чёрный король · a7 белая пешка · f7 чёрная пешка · g7 чёрная пешка · h7 чёрная пешка · d5 чёрная пешка · d4 чёрная ладья · a2 белая пешка · a1 белый король | g8 чёрный король · a7 белая пешка · f7 чёрная пешка · g7 чёрная пешка · h7 чёрная пешка · d5 чёрная пешка · d4 чёрная ладья · a2 белая пешка · a1 белый король | g8 чёрный король · a7 белая пешка · f7 чёрная пешка · g7 чёрная пешка · h7 чёрная пешка · d5 чёрная пешка · d4 чёрная ладья · a2 белая пешка · a1 белый король | g8 чёрный король · a7 белая пешка · f7 чёрная пешка · g7 чёрная пешка · h7 чёрная пешка · d5 чёрная пешка · d4 чёрная ладья · a2 белая пешка · a1 белый король | g8 чёрный король · a7 белая пешка · f7 чёрная пешка · g7 чёрная пешка · h7 чёрная пешка · d5 чёрная пешка · d4 чёрная ладья · a2 белая пешка · a1 белый король | g8 чёрный король · a7 белая пешка · f7 чёрная пешка · g7 чёрная пешка · h7 чёрная пешка · d5 чёрная пешка · d4 чёрная ладья · a2 белая пешка · a1 белый король | g8 чёрный король · a7 белая пешка · f7 чёрная пешка · g7 чёрная пешка · h7 чёрная пешка · d5 чёрная пешка · d4 чёрная ладья · a2 белая пешка · a1 белый король | 4 |
| 3 | g8 чёрный король · a7 белая пешка · f7 чёрная пешка · g7 чёрная пешка · h7 чёрная пешка · d5 чёрная пешка · d4 чёрная ладья · a2 белая пешка · a1 белый король | g8 чёрный король · a7 белая пешка · f7 чёрная пешка · g7 чёрная пешка · h7 чёрная пешка · d5 чёрная пешка · d4 чёрная ладья · a2 белая пешка · a1 белый король | g8 чёрный король · a7 белая пешка · f7 чёрная пешка · g7 чёрная пешка · h7 чёрная пешка · d5 чёрная пешка · d4 чёрная ладья · a2 белая пешка · a1 белый король | g8 чёрный король · a7 белая пешка · f7 чёрная пешка · g7 чёрная пешка · h7 чёрная пешка · d5 чёрная пешка · d4 чёрная ладья · a2 белая пешка · a1 белый король | g8 чёрный король · a7 белая пешка · f7 чёрная пешка · g7 чёрная пешка · h7 чёрная пешка · d5 чёрная пешка · d4 чёрная ладья · a2 белая пешка · a1 белый король | g8 чёрный король · a7 белая пешка · f7 чёрная пешка · g7 чёрная пешка · h7 чёрная пешка · d5 чёрная пешка · d4 чёрная ладья · a2 белая пешка · a1 белый король | g8 чёрный король · a7 белая пешка · f7 чёрная пешка · g7 чёрная пешка · h7 чёрная пешка · d5 чёрная пешка · d4 чёрная ладья · a2 белая пешка · a1 белый король | g8 чёрный король · a7 белая пешка · f7 чёрная пешка · g7 чёрная пешка · h7 чёрная пешка · d5 чёрная пешка · d4 чёрная ладья · a2 белая пешка · a1 белый король | 3 |
| 2 | g8 чёрный король · a7 белая пешка · f7 чёрная пешка · g7 чёрная пешка · h7 чёрная пешка · d5 чёрная пешка · d4 чёрная ладья · a2 белая пешка · a1 белый король | g8 чёрный король · a7 белая пешка · f7 чёрная пешка · g7 чёрная пешка · h7 чёрная пешка · d5 чёрная пешка · d4 чёрная ладья · a2 белая пешка · a1 белый король | g8 чёрный король · a7 белая пешка · f7 чёрная пешка · g7 чёрная пешка · h7 чёрная пешка · d5 чёрная пешка · d4 чёрная ладья · a2 белая пешка · a1 белый король | g8 чёрный король · a7 белая пешка · f7 чёрная пешка · g7 чёрная пешка · h7 чёрная пешка · d5 чёрная пешка · d4 чёрная ладья · a2 белая пешка · a1 белый король | g8 чёрный король · a7 белая пешка · f7 чёрная пешка · g7 чёрная пешка · h7 чёрная пешка · d5 чёрная пешка · d4 чёрная ладья · a2 белая пешка · a1 белый король | g8 чёрный король · a7 белая пешка · f7 чёрная пешка · g7 чёрная пешка · h7 чёрная пешка · d5 чёрная пешка · d4 чёрная ладья · a2 белая пешка · a1 белый король | g8 чёрный король · a7 белая пешка · f7 чёрная пешка · g7 чёрная пешка · h7 чёрная пешка · d5 чёрная пешка · d4 чёрная ладья · a2 белая пешка · a1 белый король | g8 чёрный король · a7 белая пешка · f7 чёрная пешка · g7 чёрная пешка · h7 чёрная пешка · d5 чёрная пешка · d4 чёрная ладья · a2 белая пешка · a1 белый король | 2 |
| 1 | g8 чёрный король · a7 белая пешка · f7 чёрная пешка · g7 чёрная пешка · h7 чёрная пешка · d5 чёрная пешка · d4 чёрная ладья · a2 белая пешка · a1 белый король | g8 чёрный король · a7 белая пешка · f7 чёрная пешка · g7 чёрная пешка · h7 чёрная пешка · d5 чёрная пешка · d4 чёрная ладья · a2 белая пешка · a1 белый король | g8 чёрный король · a7 белая пешка · f7 чёрная пешка · g7 чёрная пешка · h7 чёрная пешка · d5 чёрная пешка · d4 чёрная ладья · a2 белая пешка · a1 белый король | g8 чёрный король · a7 белая пешка · f7 чёрная пешка · g7 чёрная пешка · h7 чёрная пешка · d5 чёрная пешка · d4 чёрная ладья · a2 белая пешка · a1 белый король | g8 чёрный король · a7 белая пешка · f7 чёрная пешка · g7 чёрная пешка · h7 чёрная пешка · d5 чёрная пешка · d4 чёрная ладья · a2 белая пешка · a1 белый король | g8 чёрный король · a7 белая пешка · f7 чёрная пешка · g7 чёрная пешка · h7 чёрная пешка · d5 чёрная пешка · d4 чёрная ладья · a2 белая пешка · a1 белый король | g8 чёрный король · a7 белая пешка · f7 чёрная пешка · g7 чёрная пешка · h7 чёрная пешка · d5 чёрная пешка · d4 чёрная ладья · a2 белая пешка · a1 белый король | g8 чёрный король · a7 белая пешка · f7 чёрная пешка · g7 чёрная пешка · h7 чёрная пешка · d5 чёрная пешка · d4 чёрная ладья · a2 белая пешка · a1 белый король | 1 |
|   | a | b | c | d | e | f | g | h |   |

Как правило, мат на последней горизонтали ставят ходом ладьи либо ферзя. Однако возможен случай, когда пешка превращается в одну из тяжёлых фигур и объявляет мат. Об этом свидетельствует пример на диаграмме.
1. a8Ф#
или
1. a8Л#
|   | a | b | c | d | e | f | g | h |   |
| - | --- | --- | --- | --- | --- | --- | --- | --- | - |
| 8 | d8 чёрная ладья · g8 чёрный король · a7 чёрная пешка · f7 чёрная пешка · g7 чёрная пешка · h7 чёрная пешка · b6 чёрный ферзь · c3 белая ладья · e3 белая пешка · a2 белая пешка · e2 белый ферзь · f2 белая пешка · g2 белая пешка · h2 белая пешка · g1 белый король | d8 чёрная ладья · g8 чёрный король · a7 чёрная пешка · f7 чёрная пешка · g7 чёрная пешка · h7 чёрная пешка · b6 чёрный ферзь · c3 белая ладья · e3 белая пешка · a2 белая пешка · e2 белый ферзь · f2 белая пешка · g2 белая пешка · h2 белая пешка · g1 белый король | d8 чёрная ладья · g8 чёрный король · a7 чёрная пешка · f7 чёрная пешка · g7 чёрная пешка · h7 чёрная пешка · b6 чёрный ферзь · c3 белая ладья · e3 белая пешка · a2 белая пешка · e2 белый ферзь · f2 белая пешка · g2 белая пешка · h2 белая пешка · g1 белый король | d8 чёрная ладья · g8 чёрный король · a7 чёрная пешка · f7 чёрная пешка · g7 чёрная пешка · h7 чёрная пешка · b6 чёрный ферзь · c3 белая ладья · e3 белая пешка · a2 белая пешка · e2 белый ферзь · f2 белая пешка · g2 белая пешка · h2 белая пешка · g1 белый король | d8 чёрная ладья · g8 чёрный король · a7 чёрная пешка · f7 чёрная пешка · g7 чёрная пешка · h7 чёрная пешка · b6 чёрный ферзь · c3 белая ладья · e3 белая пешка · a2 белая пешка · e2 белый ферзь · f2 белая пешка · g2 белая пешка · h2 белая пешка · g1 белый король | d8 чёрная ладья · g8 чёрный король · a7 чёрная пешка · f7 чёрная пешка · g7 чёрная пешка · h7 чёрная пешка · b6 чёрный ферзь · c3 белая ладья · e3 белая пешка · a2 белая пешка · e2 белый ферзь · f2 белая пешка · g2 белая пешка · h2 белая пешка · g1 белый король | d8 чёрная ладья · g8 чёрный король · a7 чёрная пешка · f7 чёрная пешка · g7 чёрная пешка · h7 чёрная пешка · b6 чёрный ферзь · c3 белая ладья · e3 белая пешка · a2 белая пешка · e2 белый ферзь · f2 белая пешка · g2 белая пешка · h2 белая пешка · g1 белый король | d8 чёрная ладья · g8 чёрный король · a7 чёрная пешка · f7 чёрная пешка · g7 чёрная пешка · h7 чёрная пешка · b6 чёрный ферзь · c3 белая ладья · e3 белая пешка · a2 белая пешка · e2 белый ферзь · f2 белая пешка · g2 белая пешка · h2 белая пешка · g1 белый король | 8 |
| 7 | d8 чёрная ладья · g8 чёрный король · a7 чёрная пешка · f7 чёрная пешка · g7 чёрная пешка · h7 чёрная пешка · b6 чёрный ферзь · c3 белая ладья · e3 белая пешка · a2 белая пешка · e2 белый ферзь · f2 белая пешка · g2 белая пешка · h2 белая пешка · g1 белый король | d8 чёрная ладья · g8 чёрный король · a7 чёрная пешка · f7 чёрная пешка · g7 чёрная пешка · h7 чёрная пешка · b6 чёрный ферзь · c3 белая ладья · e3 белая пешка · a2 белая пешка · e2 белый ферзь · f2 белая пешка · g2 белая пешка · h2 белая пешка · g1 белый король | d8 чёрная ладья · g8 чёрный король · a7 чёрная пешка · f7 чёрная пешка · g7 чёрная пешка · h7 чёрная пешка · b6 чёрный ферзь · c3 белая ладья · e3 белая пешка · a2 белая пешка · e2 белый ферзь · f2 белая пешка · g2 белая пешка · h2 белая пешка · g1 белый король | d8 чёрная ладья · g8 чёрный король · a7 чёрная пешка · f7 чёрная пешка · g7 чёрная пешка · h7 чёрная пешка · b6 чёрный ферзь · c3 белая ладья · e3 белая пешка · a2 белая пешка · e2 белый ферзь · f2 белая пешка · g2 белая пешка · h2 белая пешка · g1 белый король | d8 чёрная ладья · g8 чёрный король · a7 чёрная пешка · f7 чёрная пешка · g7 чёрная пешка · h7 чёрная пешка · b6 чёрный ферзь · c3 белая ладья · e3 белая пешка · a2 белая пешка · e2 белый ферзь · f2 белая пешка · g2 белая пешка · h2 белая пешка · g1 белый король | d8 чёрная ладья · g8 чёрный король · a7 чёрная пешка · f7 чёрная пешка · g7 чёрная пешка · h7 чёрная пешка · b6 чёрный ферзь · c3 белая ладья · e3 белая пешка · a2 белая пешка · e2 белый ферзь · f2 белая пешка · g2 белая пешка · h2 белая пешка · g1 белый король | d8 чёрная ладья · g8 чёрный король · a7 чёрная пешка · f7 чёрная пешка · g7 чёрная пешка · h7 чёрная пешка · b6 чёрный ферзь · c3 белая ладья · e3 белая пешка · a2 белая пешка · e2 белый ферзь · f2 белая пешка · g2 белая пешка · h2 белая пешка · g1 белый король | d8 чёрная ладья · g8 чёрный король · a7 чёрная пешка · f7 чёрная пешка · g7 чёрная пешка · h7 чёрная пешка · b6 чёрный ферзь · c3 белая ладья · e3 белая пешка · a2 белая пешка · e2 белый ферзь · f2 белая пешка · g2 белая пешка · h2 белая пешка · g1 белый король | 7 |
| 6 | d8 чёрная ладья · g8 чёрный король · a7 чёрная пешка · f7 чёрная пешка · g7 чёрная пешка · h7 чёрная пешка · b6 чёрный ферзь · c3 белая ладья · e3 белая пешка · a2 белая пешка · e2 белый ферзь · f2 белая пешка · g2 белая пешка · h2 белая пешка · g1 белый король | d8 чёрная ладья · g8 чёрный король · a7 чёрная пешка · f7 чёрная пешка · g7 чёрная пешка · h7 чёрная пешка · b6 чёрный ферзь · c3 белая ладья · e3 белая пешка · a2 белая пешка · e2 белый ферзь · f2 белая пешка · g2 белая пешка · h2 белая пешка · g1 белый король | d8 чёрная ладья · g8 чёрный король · a7 чёрная пешка · f7 чёрная пешка · g7 чёрная пешка · h7 чёрная пешка · b6 чёрный ферзь · c3 белая ладья · e3 белая пешка · a2 белая пешка · e2 белый ферзь · f2 белая пешка · g2 белая пешка · h2 белая пешка · g1 белый король | d8 чёрная ладья · g8 чёрный король · a7 чёрная пешка · f7 чёрная пешка · g7 чёрная пешка · h7 чёрная пешка · b6 чёрный ферзь · c3 белая ладья · e3 белая пешка · a2 белая пешка · e2 белый ферзь · f2 белая пешка · g2 белая пешка · h2 белая пешка · g1 белый король | d8 чёрная ладья · g8 чёрный король · a7 чёрная пешка · f7 чёрная пешка · g7 чёрная пешка · h7 чёрная пешка · b6 чёрный ферзь · c3 белая ладья · e3 белая пешка · a2 белая пешка · e2 белый ферзь · f2 белая пешка · g2 белая пешка · h2 белая пешка · g1 белый король | d8 чёрная ладья · g8 чёрный король · a7 чёрная пешка · f7 чёрная пешка · g7 чёрная пешка · h7 чёрная пешка · b6 чёрный ферзь · c3 белая ладья · e3 белая пешка · a2 белая пешка · e2 белый ферзь · f2 белая пешка · g2 белая пешка · h2 белая пешка · g1 белый король | d8 чёрная ладья · g8 чёрный король · a7 чёрная пешка · f7 чёрная пешка · g7 чёрная пешка · h7 чёрная пешка · b6 чёрный ферзь · c3 белая ладья · e3 белая пешка · a2 белая пешка · e2 белый ферзь · f2 белая пешка · g2 белая пешка · h2 белая пешка · g1 белый король | d8 чёрная ладья · g8 чёрный король · a7 чёрная пешка · f7 чёрная пешка · g7 чёрная пешка · h7 чёрная пешка · b6 чёрный ферзь · c3 белая ладья · e3 белая пешка · a2 белая пешка · e2 белый ферзь · f2 белая пешка · g2 белая пешка · h2 белая пешка · g1 белый король | 6 |
| 5 | d8 чёрная ладья · g8 чёрный король · a7 чёрная пешка · f7 чёрная пешка · g7 чёрная пешка · h7 чёрная пешка · b6 чёрный ферзь · c3 белая ладья · e3 белая пешка · a2 белая пешка · e2 белый ферзь · f2 белая пешка · g2 белая пешка · h2 белая пешка · g1 белый король | d8 чёрная ладья · g8 чёрный король · a7 чёрная пешка · f7 чёрная пешка · g7 чёрная пешка · h7 чёрная пешка · b6 чёрный ферзь · c3 белая ладья · e3 белая пешка · a2 белая пешка · e2 белый ферзь · f2 белая пешка · g2 белая пешка · h2 белая пешка · g1 белый король | d8 чёрная ладья · g8 чёрный король · a7 чёрная пешка · f7 чёрная пешка · g7 чёрная пешка · h7 чёрная пешка · b6 чёрный ферзь · c3 белая ладья · e3 белая пешка · a2 белая пешка · e2 белый ферзь · f2 белая пешка · g2 белая пешка · h2 белая пешка · g1 белый король | d8 чёрная ладья · g8 чёрный король · a7 чёрная пешка · f7 чёрная пешка · g7 чёрная пешка · h7 чёрная пешка · b6 чёрный ферзь · c3 белая ладья · e3 белая пешка · a2 белая пешка · e2 белый ферзь · f2 белая пешка · g2 белая пешка · h2 белая пешка · g1 белый король | d8 чёрная ладья · g8 чёрный король · a7 чёрная пешка · f7 чёрная пешка · g7 чёрная пешка · h7 чёрная пешка · b6 чёрный ферзь · c3 белая ладья · e3 белая пешка · a2 белая пешка · e2 белый ферзь · f2 белая пешка · g2 белая пешка · h2 белая пешка · g1 белый король | d8 чёрная ладья · g8 чёрный король · a7 чёрная пешка · f7 чёрная пешка · g7 чёрная пешка · h7 чёрная пешка · b6 чёрный ферзь · c3 белая ладья · e3 белая пешка · a2 белая пешка · e2 белый ферзь · f2 белая пешка · g2 белая пешка · h2 белая пешка · g1 белый король | d8 чёрная ладья · g8 чёрный король · a7 чёрная пешка · f7 чёрная пешка · g7 чёрная пешка · h7 чёрная пешка · b6 чёрный ферзь · c3 белая ладья · e3 белая пешка · a2 белая пешка · e2 белый ферзь · f2 белая пешка · g2 белая пешка · h2 белая пешка · g1 белый король | d8 чёрная ладья · g8 чёрный король · a7 чёрная пешка · f7 чёрная пешка · g7 чёрная пешка · h7 чёрная пешка · b6 чёрный ферзь · c3 белая ладья · e3 белая пешка · a2 белая пешка · e2 белый ферзь · f2 белая пешка · g2 белая пешка · h2 белая пешка · g1 белый король | 5 |
| 4 | d8 чёрная ладья · g8 чёрный король · a7 чёрная пешка · f7 чёрная пешка · g7 чёрная пешка · h7 чёрная пешка · b6 чёрный ферзь · c3 белая ладья · e3 белая пешка · a2 белая пешка · e2 белый ферзь · f2 белая пешка · g2 белая пешка · h2 белая пешка · g1 белый король | d8 чёрная ладья · g8 чёрный король · a7 чёрная пешка · f7 чёрная пешка · g7 чёрная пешка · h7 чёрная пешка · b6 чёрный ферзь · c3 белая ладья · e3 белая пешка · a2 белая пешка · e2 белый ферзь · f2 белая пешка · g2 белая пешка · h2 белая пешка · g1 белый король | d8 чёрная ладья · g8 чёрный король · a7 чёрная пешка · f7 чёрная пешка · g7 чёрная пешка · h7 чёрная пешка · b6 чёрный ферзь · c3 белая ладья · e3 белая пешка · a2 белая пешка · e2 белый ферзь · f2 белая пешка · g2 белая пешка · h2 белая пешка · g1 белый король | d8 чёрная ладья · g8 чёрный король · a7 чёрная пешка · f7 чёрная пешка · g7 чёрная пешка · h7 чёрная пешка · b6 чёрный ферзь · c3 белая ладья · e3 белая пешка · a2 белая пешка · e2 белый ферзь · f2 белая пешка · g2 белая пешка · h2 белая пешка · g1 белый король | d8 чёрная ладья · g8 чёрный король · a7 чёрная пешка · f7 чёрная пешка · g7 чёрная пешка · h7 чёрная пешка · b6 чёрный ферзь · c3 белая ладья · e3 белая пешка · a2 белая пешка · e2 белый ферзь · f2 белая пешка · g2 белая пешка · h2 белая пешка · g1 белый король | d8 чёрная ладья · g8 чёрный король · a7 чёрная пешка · f7 чёрная пешка · g7 чёрная пешка · h7 чёрная пешка · b6 чёрный ферзь · c3 белая ладья · e3 белая пешка · a2 белая пешка · e2 белый ферзь · f2 белая пешка · g2 белая пешка · h2 белая пешка · g1 белый король | d8 чёрная ладья · g8 чёрный король · a7 чёрная пешка · f7 чёрная пешка · g7 чёрная пешка · h7 чёрная пешка · b6 чёрный ферзь · c3 белая ладья · e3 белая пешка · a2 белая пешка · e2 белый ферзь · f2 белая пешка · g2 белая пешка · h2 белая пешка · g1 белый король | d8 чёрная ладья · g8 чёрный король · a7 чёрная пешка · f7 чёрная пешка · g7 чёрная пешка · h7 чёрная пешка · b6 чёрный ферзь · c3 белая ладья · e3 белая пешка · a2 белая пешка · e2 белый ферзь · f2 белая пешка · g2 белая пешка · h2 белая пешка · g1 белый король | 4 |
| 3 | d8 чёрная ладья · g8 чёрный король · a7 чёрная пешка · f7 чёрная пешка · g7 чёрная пешка · h7 чёрная пешка · b6 чёрный ферзь · c3 белая ладья · e3 белая пешка · a2 белая пешка · e2 белый ферзь · f2 белая пешка · g2 белая пешка · h2 белая пешка · g1 белый король | d8 чёрная ладья · g8 чёрный король · a7 чёрная пешка · f7 чёрная пешка · g7 чёрная пешка · h7 чёрная пешка · b6 чёрный ферзь · c3 белая ладья · e3 белая пешка · a2 белая пешка · e2 белый ферзь · f2 белая пешка · g2 белая пешка · h2 белая пешка · g1 белый король | d8 чёрная ладья · g8 чёрный король · a7 чёрная пешка · f7 чёрная пешка · g7 чёрная пешка · h7 чёрная пешка · b6 чёрный ферзь · c3 белая ладья · e3 белая пешка · a2 белая пешка · e2 белый ферзь · f2 белая пешка · g2 белая пешка · h2 белая пешка · g1 белый король | d8 чёрная ладья · g8 чёрный король · a7 чёрная пешка · f7 чёрная пешка · g7 чёрная пешка · h7 чёрная пешка · b6 чёрный ферзь · c3 белая ладья · e3 белая пешка · a2 белая пешка · e2 белый ферзь · f2 белая пешка · g2 белая пешка · h2 белая пешка · g1 белый король | d8 чёрная ладья · g8 чёрный король · a7 чёрная пешка · f7 чёрная пешка · g7 чёрная пешка · h7 чёрная пешка · b6 чёрный ферзь · c3 белая ладья · e3 белая пешка · a2 белая пешка · e2 белый ферзь · f2 белая пешка · g2 белая пешка · h2 белая пешка · g1 белый король | d8 чёрная ладья · g8 чёрный король · a7 чёрная пешка · f7 чёрная пешка · g7 чёрная пешка · h7 чёрная пешка · b6 чёрный ферзь · c3 белая ладья · e3 белая пешка · a2 белая пешка · e2 белый ферзь · f2 белая пешка · g2 белая пешка · h2 белая пешка · g1 белый король | d8 чёрная ладья · g8 чёрный король · a7 чёрная пешка · f7 чёрная пешка · g7 чёрная пешка · h7 чёрная пешка · b6 чёрный ферзь · c3 белая ладья · e3 белая пешка · a2 белая пешка · e2 белый ферзь · f2 белая пешка · g2 белая пешка · h2 белая пешка · g1 белый король | d8 чёрная ладья · g8 чёрный король · a7 чёрная пешка · f7 чёрная пешка · g7 чёрная пешка · h7 чёрная пешка · b6 чёрный ферзь · c3 белая ладья · e3 белая пешка · a2 белая пешка · e2 белый ферзь · f2 белая пешка · g2 белая пешка · h2 белая пешка · g1 белый король | 3 |
| 2 | d8 чёрная ладья · g8 чёрный король · a7 чёрная пешка · f7 чёрная пешка · g7 чёрная пешка · h7 чёрная пешка · b6 чёрный ферзь · c3 белая ладья · e3 белая пешка · a2 белая пешка · e2 белый ферзь · f2 белая пешка · g2 белая пешка · h2 белая пешка · g1 белый король | d8 чёрная ладья · g8 чёрный король · a7 чёрная пешка · f7 чёрная пешка · g7 чёрная пешка · h7 чёрная пешка · b6 чёрный ферзь · c3 белая ладья · e3 белая пешка · a2 белая пешка · e2 белый ферзь · f2 белая пешка · g2 белая пешка · h2 белая пешка · g1 белый король | d8 чёрная ладья · g8 чёрный король · a7 чёрная пешка · f7 чёрная пешка · g7 чёрная пешка · h7 чёрная пешка · b6 чёрный ферзь · c3 белая ладья · e3 белая пешка · a2 белая пешка · e2 белый ферзь · f2 белая пешка · g2 белая пешка · h2 белая пешка · g1 белый король | d8 чёрная ладья · g8 чёрный король · a7 чёрная пешка · f7 чёрная пешка · g7 чёрная пешка · h7 чёрная пешка · b6 чёрный ферзь · c3 белая ладья · e3 белая пешка · a2 белая пешка · e2 белый ферзь · f2 белая пешка · g2 белая пешка · h2 белая пешка · g1 белый король | d8 чёрная ладья · g8 чёрный король · a7 чёрная пешка · f7 чёрная пешка · g7 чёрная пешка · h7 чёрная пешка · b6 чёрный ферзь · c3 белая ладья · e3 белая пешка · a2 белая пешка · e2 белый ферзь · f2 белая пешка · g2 белая пешка · h2 белая пешка · g1 белый король | d8 чёрная ладья · g8 чёрный король · a7 чёрная пешка · f7 чёрная пешка · g7 чёрная пешка · h7 чёрная пешка · b6 чёрный ферзь · c3 белая ладья · e3 белая пешка · a2 белая пешка · e2 белый ферзь · f2 белая пешка · g2 белая пешка · h2 белая пешка · g1 белый король | d8 чёрная ладья · g8 чёрный король · a7 чёрная пешка · f7 чёрная пешка · g7 чёрная пешка · h7 чёрная пешка · b6 чёрный ферзь · c3 белая ладья · e3 белая пешка · a2 белая пешка · e2 белый ферзь · f2 белая пешка · g2 белая пешка · h2 белая пешка · g1 белый король | d8 чёрная ладья · g8 чёрный король · a7 чёрная пешка · f7 чёрная пешка · g7 чёрная пешка · h7 чёрная пешка · b6 чёрный ферзь · c3 белая ладья · e3 белая пешка · a2 белая пешка · e2 белый ферзь · f2 белая пешка · g2 белая пешка · h2 белая пешка · g1 белый король | 2 |
| 1 | d8 чёрная ладья · g8 чёрный король · a7 чёрная пешка · f7 чёрная пешка · g7 чёрная пешка · h7 чёрная пешка · b6 чёрный ферзь · c3 белая ладья · e3 белая пешка · a2 белая пешка · e2 белый ферзь · f2 белая пешка · g2 белая пешка · h2 белая пешка · g1 белый король | d8 чёрная ладья · g8 чёрный король · a7 чёрная пешка · f7 чёрная пешка · g7 чёрная пешка · h7 чёрная пешка · b6 чёрный ферзь · c3 белая ладья · e3 белая пешка · a2 белая пешка · e2 белый ферзь · f2 белая пешка · g2 белая пешка · h2 белая пешка · g1 белый король | d8 чёрная ладья · g8 чёрный король · a7 чёрная пешка · f7 чёрная пешка · g7 чёрная пешка · h7 чёрная пешка · b6 чёрный ферзь · c3 белая ладья · e3 белая пешка · a2 белая пешка · e2 белый ферзь · f2 белая пешка · g2 белая пешка · h2 белая пешка · g1 белый король | d8 чёрная ладья · g8 чёрный король · a7 чёрная пешка · f7 чёрная пешка · g7 чёрная пешка · h7 чёрная пешка · b6 чёрный ферзь · c3 белая ладья · e3 белая пешка · a2 белая пешка · e2 белый ферзь · f2 белая пешка · g2 белая пешка · h2 белая пешка · g1 белый король | d8 чёрная ладья · g8 чёрный король · a7 чёрная пешка · f7 чёрная пешка · g7 чёрная пешка · h7 чёрная пешка · b6 чёрный ферзь · c3 белая ладья · e3 белая пешка · a2 белая пешка · e2 белый ферзь · f2 белая пешка · g2 белая пешка · h2 белая пешка · g1 белый король | d8 чёрная ладья · g8 чёрный король · a7 чёрная пешка · f7 чёрная пешка · g7 чёрная пешка · h7 чёрная пешка · b6 чёрный ферзь · c3 белая ладья · e3 белая пешка · a2 белая пешка · e2 белый ферзь · f2 белая пешка · g2 белая пешка · h2 белая пешка · g1 белый король | d8 чёрная ладья · g8 чёрный король · a7 чёрная пешка · f7 чёрная пешка · g7 чёрная пешка · h7 чёрная пешка · b6 чёрный ферзь · c3 белая ладья · e3 белая пешка · a2 белая пешка · e2 белый ферзь · f2 белая пешка · g2 белая пешка · h2 белая пешка · g1 белый король | d8 чёрная ладья · g8 чёрный король · a7 чёрная пешка · f7 чёрная пешка · g7 чёрная пешка · h7 чёрная пешка · b6 чёрный ферзь · c3 белая ладья · e3 белая пешка · a2 белая пешка · e2 белый ферзь · f2 белая пешка · g2 белая пешка · h2 белая пешка · g1 белый король | 1 |
|   | a | b | c | d | e | f | g | h |   |

В 1914 в партии против Осипа Бернштейна Хосе Рауль Капабланка сделал блестящую комбинацию на тему мата на первой горизонтали. Он играл чёрными и на 29-м ходу пошёл
29… Фb2!
В итоге белым пришлось смириться с потерей ладьи: 30. Ф:b2?? Лd1#; 30. Фе1 Ф:с3 с матом. На 30. Лс2 чёрные играют 30… Фb1+ 31. Фf1 Ф:с2.